# فوقس متوسط
فوقس متوسط (الاسم العلمي: Fucus intermedius) هو نوع من الطلائعيات يتبع جنس الفوقس من الفصيلة الفوقسية.